# 龍田大社
龍田大社（たつたたいしゃ）是位在日本奈良縣生駒郡三鄉町的神社，為式內社（名神大社）、二十二社、舊社格為官幣大社（現神社本廳的別表神社），舊社名是龍田神社，自古以來作為風神受到信仰。

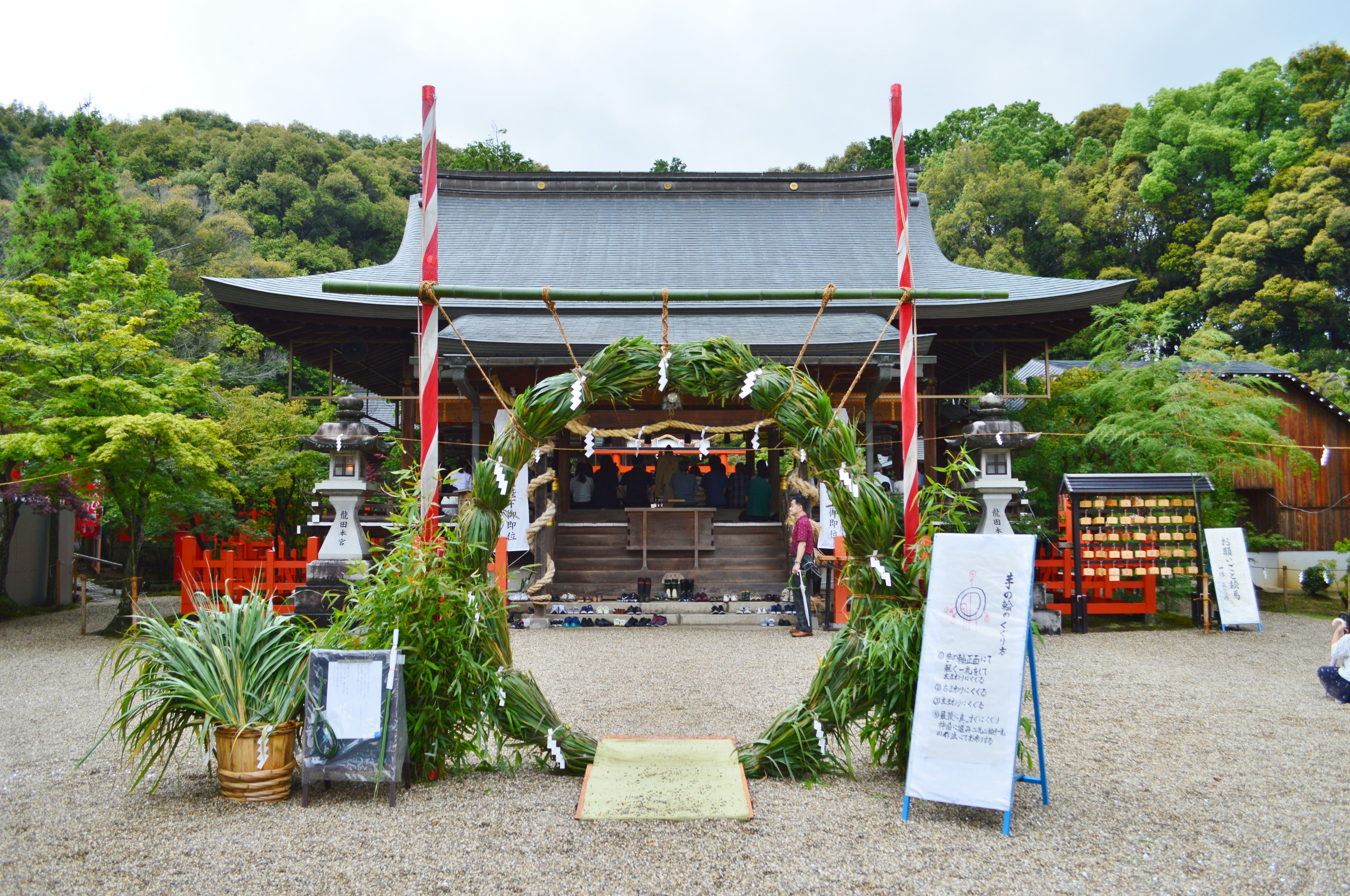
拜殿與茅之輪

## 祭神
祭神是男神天御柱命（（日語）あめのみはしらのみこと）和女神國御柱命（（日語）くにのみはしらのみこと），總稱龍田之風神，和廣瀨大社之水神並稱治風水之神。
攝社龍田比賣神社之祭神龍田姬是秋之女神。

## 關連項目
- 龍田神社
- 風神 (日本)
- 志那都比古神

## 外部連結
- 龍田大社 （页面存档备份，存于）